# Sirindhorna
Sirindhorna khoratensis is een geslacht van plantenetende ornithsichische dinosauriërs, behorend tot de Euornithopoda, dat tijdens het late Krijt leefde in het gebied van het huidige Thailand. De enige benoemde soort is Sirindhorna khoratensis.

## Vondst en naamgeving
In 2005 werden door het Japan-Thailand Dinosaur Project van het Fukui Prefectural Dinosaur Museum (FPDM) (Japan) en het Northeastern Research Institute of Petrified Woods and Mineral Resources (Thailand) bij Ban Saphan Hin, in Suranaree in de provincie Changwat Nakhon Ratchasima. de resten ontdekt van euornithopoden. Die werden opgegraven tussen 2007 en 2009.
In 2015 werd de typesoort Sirindhorna khoratensis benoemd en beschreven door Masateru Shibata, Pratueng Jintasaku, Yoichi Azuma en You Hailu. De geslachtsnaam eert prinses Maha Chakri Sirindhorn, de tweede dochter van koning Rama IX van Thailand. De soortaanduiding verwijst naar de herkomst uit Khorat of Chorat, een alternatieve naam voor Nakhon Ratchasima. De naam werd gepubliceerd in het elektronisch tijdschrift PLoS ONE en de daarom voor de geldigheid ervan verplichte Life Science Identifier is voor de publicatie DA950492-43CB-4964-ACB7-B06AA227BAB0. De beschrijving van Sirindhorna khoratensis werd gebaseerd op beenderen van de schedel. Deze schedel is de eerste goed gepreserveerde die uit zuidoost Azië bekend is.
Het holotype NRRU3001-166 is gevonden in een laag van de Khok Kruat-formatie die dateert uit het Aptien. Het bestaat uit een hersenpan met squamosa, postorbitalia en voorhoofdsbeenderen, dus vrijwel de hele bovenkant van de achterste schedel. Daarnaast zijn verschillende specimina toegewezen: NRRU-A2035: een hersenpan met linkerpostorbitale; NRRU3001-65: een schedeldak; NRRU3001-179: de achterkant van een hersenpan; NRRU-A3623: een rechterpraemaxilla; NRRU-A2048: een linkerbovenkaaksbeen; NRRU-A2047: een rechterbovenkaaksbeen; NRRU3001-7: een rechterjukbeen: NRRU3001-175: een rechterquadratum; NRRU3001-169: een predentarium; NRRU3001-14: een linkerdentarium, NRRU3001-167: een rechterdentarium; NRRU3001-137: een rechtersurangulare; NRRU-A1956: een maxillaire tand; NRRU-A3630: een maxillaire tand; NRRU-A3649: een maxillaire tand; NRRU3001-157: een maxillaire tand; NRRU3001-163: een maxillaire tand; NRRU3001-28: een dentaire tand. Het gaat om beenderen van minstens vier individuen. De botten lagen niet in verband. De fossielen maken deel uit van de verzameling van de Nakhon Ratchasima Rajabhat University.

## Geologie
De Khok Kruat-formatie is wijdverbreid in het Khorat Basin van Noordoost-Thailand en is de bovenste (jongste) formatie van de Khorat Group. De formatie bestaat uit gelithificeerde klei of modder (Engels: "mudstone"), zandsteen, siltsteen en conglomeraat met kalkhoudende nodules. Ze werd in een semi-aride tot aride omgeving in een meanderende rivier afgezet. De matrix met het bone bed waarin onder meer Sirindhorna aangetroffen werd, is een rood conglomeraat met vele kalkhoudende nodules. Buiten fossielen van dinosauriërs werden zowel in deze horizon als op andere vindplaatsen in de Khok Kruat-formatie bijvoorbeeld nog tanden van hybodonte haaien, schubben van beenvissen en resten van krokodillen gevonden. De Khok Kruat-formatie dagzoomt meestal niet in de provincie Changwat Nakhon Ratchasima en doorgaans worden de gesteenten van deze formatie bedekt door dunne rode aarde. Op basis van palynologische gegevens, de ouderdom van de bedekkende Maha Sarakham-formatie (113,0 tot 93,9 Ma, Albien–Cenomanien) en het voorkomen van de basale ceratopsiër Psittacosaurus sattayaraki (familie Psittacosauridae) en de zoetwaterhaai Thaiodus ruchae (klasse Chondrichthyes, orde Hybodontiformes, familie Hybodontidae) wordt "traditioneel" een Aptien-ouderdom aangenomen. Door het ontbreken van gidsfossielen kon de exacte ouderdom van de formatie echter nog niet vastgesteld worden.

## Beschrijving

### Grootte en onderscheidende kenmerken

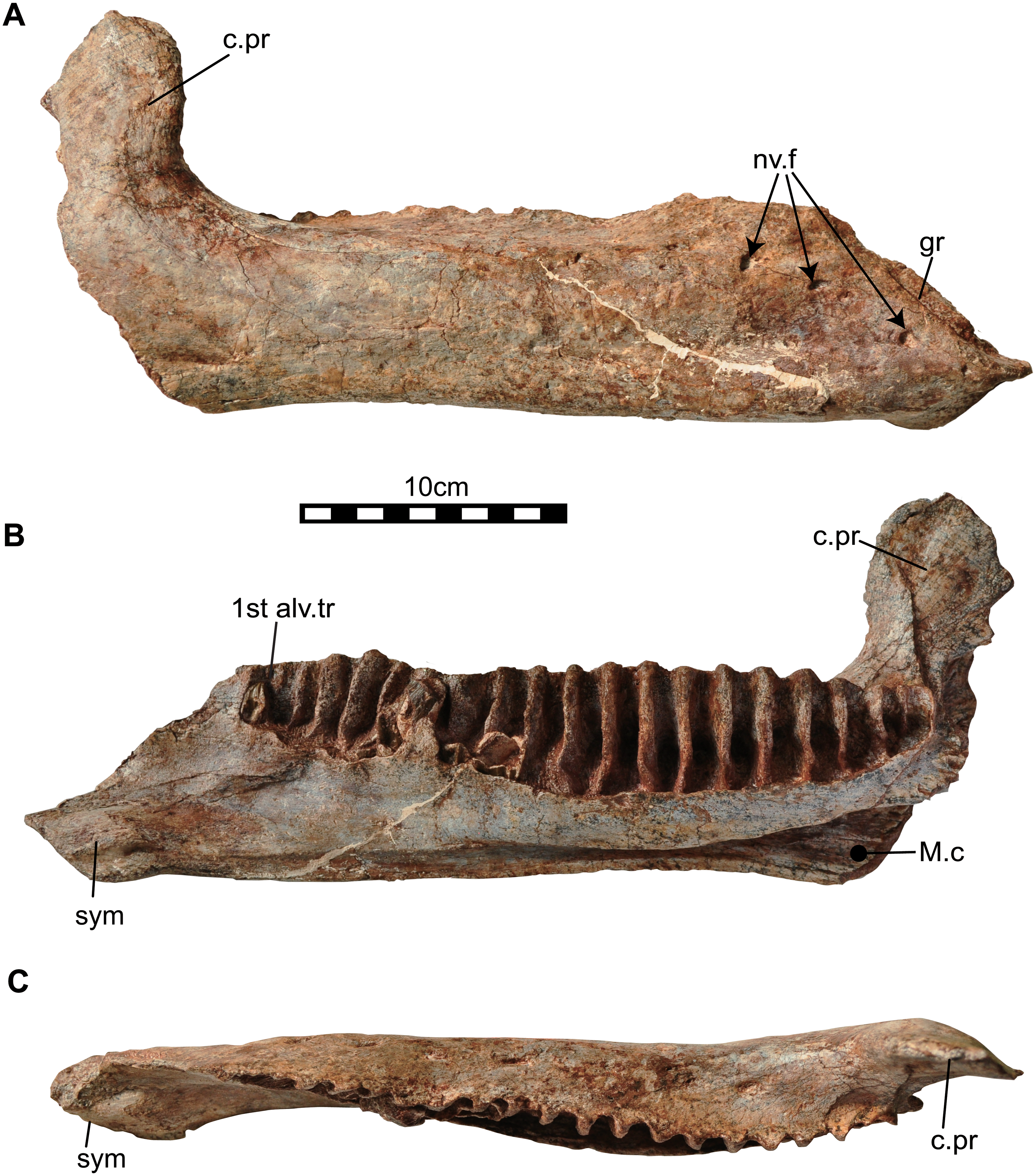
Het rechterdentarium NRRU3001-167

Sirindhorna is een middelgrote hadrosauroïde.
De beschrijvers wisten één autapomorfie vast te stellen, unieke afgeleide eigenschap: de middenkam op het schedeldak loopt door over het gehele bovenvlak van de wandbeenderen en bereikt de beennaad met de voorhoofdsbeenderen. Daarnaast is er een unieke combinatie van op zich niet unieke kenmerken. De beennaad tussen voorhoofdsbeenderen en wandbeenderen is relatief recht. Het supraoccipitale van het bovenste achterhoofd is schuin naar achteren en omhoog gericht. Het supraoccipitale levert geen bijdrage aan de rand van het achterhoofdsgat. Er is geen fenestra antorbitalis of fossa antorbitalis in het bovenkaaksbeen. Het dentarium wordt naar voren toe licht hoger. De tandkassen van het dentarium bestaan uit simpele schachten die echter onderaan eindigen in een wat verbrede punt. De processus coronoides van de onderkaak vormt een verticaal uitsteeksel met een verbrede voorrand en achterrand. De dentaire tanden hebben een primaire en secundaire richel maar geen verdere richels. De soort zou hiermee duidelijk verschillen van twee andere hadrosauroïden die uit de formatie bekend zijn: Siamodon en Ratchasimasaurus.

### Skelet
De schedel van Sirindhorna is relatief plat en breed, geleidelijk naar voren toe omlaag krommend. De bovensnavel is breed en hangt maar weinig af. Het bovenkaaksbeen is driehoekig en erg langgerekt met zevenentwintig tandposities. Het jukbeen is vooraan relatief laag en de onderrand is niet hoekig. De bovenste slaapvensters zijn groot en min of meer halfcirkelvormig met een verlenging in de lengterichting van de schedel.
De onderkaken dragen vooraan een verbrede afgeronde ondersnavel waarvan het predentarium de beenkern vormt. In bovenaanzicht is het profiel van het predentarium haast rechthoekig met bijna recht naar achteren lopende achterste takken. Dat ze überhaupt uit elkaar staan, is een basaal kenmerk. De snijrand heeft één grote schijntand in het midden en twee kleinere aan weerszijden. Het dentarium is recht en robuust. De procesus coronoides staat vrijwel verticaal, een basaal kenmerk, maar is tamelijk lang, een afgeleid kenmerk. Het surungulare is doorboord door een foramen surangulare.
De maxillaire tanden van de bovenkaak dragen een goed ontwikkelde primaire richel en een zwakke secundaire richel. Ze zijn lansvormig. Deze bouw is oorspronkelijk voor de Hadrosauriformes. Een zeer basaal kenmerk is dat Sirindhorna maar één functionele tand heeft in de tandbatterij. De dentaire tanden hebben een bredere basis en verschillende zwakke secundaire richels. Onder iedere dentaire tand bevinden zich twee vervangingstanden.

## Fylogenie
Sirindhorna is in de Hadrosauroidea geplaatst, als meest basale lid van die groep.

## Systematische paleontologie
Klasse Reptilia Laurenti, 1768
Klade Eureptilia Olson, 1947
Klade Romeriida Gauthier et al., 1988
Klade Diapsida Osborn, 1903
Klade Neodiapsida Benton, 1985
Klade Sauria Macartney, 1802
Klade Archosauromorpha von Huene, 1946
Klade Archosauriformes Gauthier, 1986
Klade Crurotarsi Sereno & Arcucci, 1990
Klade Archosauria Cope, 1869
Klade Avemetatarsalia Benton, 1999
Klade Ornithodira Gauthier, 1986
Klade Dinosauromorpha Benton, 1984
Klade Dinosauriformes Novas, 1992
Superorde Dinosauria Owen, 1842
Orde Ornithischia Seeley, 1887
Klade Genasauria Sereno, 1986
Klade Neornithischia Cooper, 1985
Klade Cerapoda Sereno, 1986
Klade Euornithopoda Sereno, 1998
Onderorde Ornithopoda Marsh, 1881
Klade Iguanodontia Dollo, 1888 sensu Sereno, 2005
Klade Dryomorpha Sereno, 1986
Klade Ankylopollexia Sereno, 1986 sensu Sereno, 2005
Klade Styracosterna Sereno, 1986 sensu Sereno, 2005
Klade Hadrosauriformes Sereno, 1997 sensu Sereno, 1998
Superfamilie Hadrosauroidea Sereno, 1986 sensu Sereno, 2005
Geslacht Sirindhorna Shibata, Jintasakul, Azuma & You, 2015
Soort Sirindhorna khoratensis Shibata, Jintasakul, Azuma & You, 2015